# 日本の漫画作品一覧 ま行
あ行 |
か行 |
さ行 |
た行 |
な行 |
は行 |
ま行 |
や行 |
ら行 |
わ行 |
読切 |
日本の漫画作品一覧 ま行（にほんのまんがさくひんいちらん まぎょう）は、日本の漫画作品のうち、ま行に分類される作品の一覧である。

## ま
- マーガレットとご主人の底抜け珍道中（坂田靖子、プチフラワー）
- マージナル（萩尾望都、月刊プチフラワー）
- 麻雀倶楽部（志名坂高次、マガジンGREAT）
- 麻雀風天伝説 鉄砲（原作：注蓮木賢、作画：嶺岸信明、近代麻雀）
- 麻雀無限会社39 ZANK（原作：安藤満、作画：本そういち、近代麻雀オリジナル）
- まあじゃんよゐこ（浜口乃理子、別冊近代麻雀・近代麻雀）
- マジャン 〜畏村奇聞〜（カミムラ晋作、エブリスタ）
- マーズ（横山光輝、週刊少年チャンピオン）
- MARS（惣領冬実、別冊フレンド）
- MURDER PRINCESS（犬威赤彦、電撃帝王）
- マーダーライセンス牙（平松伸二、スーパージャンプ）
- マアチャンの日記帳（手塚治虫、少国民新聞、毎日小学生新聞関西版）
- まーぶるインスパイア（むねきち、まんがタイムきらら）
- 舞（原作：工藤かずや、作画：池上遼一、週刊少年サンデー）
- マイアニマル（土田健太、少年ジャンプ+）
- マイアミ☆ガンズ（百瀬武昭、マガジンSPECIAL）
- 舞-乙HiME（シナリオ：吉野弘幸、樋口達人、作画：佐藤健悦、週刊少年チャンピオン）
- マイガール（佐原ミズ、週刊コミックバンチ）
- マイクロボーイ（荒川貴史、月刊少年マガジン）
- マイコうそみたい（えびはら武司、高一コース）
- マイスター（加地君也、週刊少年ジャンプ）
- まいっちんぐマチコ先生（えびはら武司、少年チャレンジなど）
- マイティ♡ハート（マツリセイシロウ、週刊少年チャンピオン）
- 毎度!浦安鉄筋家族（浜岡賢二、週刊少年チャンピオン）
- マイナス（沖さやか、週刊ヤングサンデー）
- 毎日かあさん（西原理恵子、毎日新聞）
- 毎日が夏休み（大島弓子）
- 毎日晴天!（原作・菅野彰、作画・二宮悦巳、Chara）
- マイヒーロー!（熊岡冬夕、別冊フレンド）
- 舞-HiME（原作：矢立肇、シナリオ：木村暢、作画：佐藤健悦、構成協力：吉野弘幸、監修：谷口悟朗、週刊少年チャンピオン）
- 舞姫 〜ディーヴァ〜（原作：倉科遼、作画：大石知征、ビッグコミックスペリオール）
- 舞姫 テレプシコーラ（山岸凉子、ダ・ヴィンチ）
- マイ・ブロークン・マリコ（平庫ワカ、Comic BRIDGE online）
- まい・ほーむ（むんこ、まんがくらぶ）
- MY HOMEギジェ（岩崎摂、月刊OUT・アニパロコミックス）
- マイホームみらの（桜木雪弥、週刊ヤングジャンプ）
- 舞舞草の谷（長野加代子、なかよし）
- 魔入りました!入間くん（西修、週刊少年チャンピオン）
- マイルノビッチ（佐藤ざくり、マーガレット）
- MIND ASSASSIN（かずはじめ、週刊少年ジャンプ）
- マインド・ゲーム（ロビン西、コミックアレ!）
- まいんどりーむ（藤野もやむ、月刊ガンガンWING）
- MOUSE（原作：あかほりさとる、作画：板場広志、ヤングアニマル）
- マエストロ（さそうあきら、漫画アクション）
- 魔王イブロギアに身を捧げよ（梶原伊緒、ComicFestaほか）
- 魔王 JUVENILE REMIX（原作：伊坂幸太郎、作画：大須賀めぐみ、週刊少年サンデー）
- 魔王城でおやすみ（熊之股鍵次、週刊少年サンデー）
- 魔王ダンテ（永井豪、週刊ぼくらマガジン、月刊マガジンZ）
- 魔王の子供達（舞井武依、漫画ホットミルク）
- 魔界学園（原作：菊地秀行、作画：細馬信一、週刊少年チャンピオン）
- 魔界ゾンべえ（玉井たけし、月刊コロコロコミック・熱血!!コロコロ伝説）
- 魔界のオッサン（ONE、となりのヤングジャンプ）
- 魔界の主役は我々だ!（原作：西修、作画：津田沼篤、週刊少年チャンピオン）
- 魔風が吹く（円城寺真己、週刊ヤングジャンプ→となりのヤングジャンプ）
- まかせてイルか!（大地丙太郎、たかしたたかし、アニメージュ）
- まかせてPETくん（そにしけんじ、プレコミックブンブン）
- 禍霊ドットコム（原作：森一生、作画：犬威ソーダ）
- マカロニほうれん荘（鴨川つばめ、週刊少年チャンピオン）
- マギ（大高忍、週刊少年サンデー）
- マギーペール（高木信孝、コミックガム）
- マギの贈り物（よしづきくみち、グランドジャンプPREMIUM）
- 魔境学園風雲記 ハーフ&ハーフ（巣田祐里子、コミックガンマなど）
- 魔空八犬伝（石川賢、ベアーズクラブ）
- 幕張（木多康昭、週刊少年ジャンプ）
- 幕張サボテンキャンパス（みずしな孝之、まんがくらぶ、まんがくらぶオリジナル）
- マグマ大使（手塚治虫、少年画報）
- まくむすび（保谷伸、週刊ヤングジャンプ→となりのヤングジャンプ）
- マグロ一本釣り伝説 じょっぱれ瞬!（原作・佐々木善章、漫画・若松浩、週刊少年マガジン）
- マクロス7 トラッシュ（美樹本晴彦、月刊少年エース）
- まけない。 -教室のあたし-（高上優里子、なかよし）
- マケン姫っ!（武田弘光、ドラゴンエイジピュア・月刊ドラゴンエイジ）
- まごころスーパー特別買い付け部!（ますだこうじ、週刊コミックバンチ）
- マコちゃんのリップクリーム（尾玉なみえ、月刊少年シリウス）
- 真コール!（藤田和子、週刊少女コミック）
- まことちゃん（楳図かずお、週刊少年サンデー）
- マコとルミとチイ（手塚治虫、主婦の友）
- マザーキーパー （空廼カイリ、月刊コミックブレイド）
- マザー・ルーシー（沖さやか、週刊ヤングサンデー）
- まさし君（植田まさし）
- 本気!（立原あゆみ、週刊少年チャンピオン）
- マジカノ（百瀬武昭、月刊マガジンZ）
- 魔法の料理 かおすキッチン（服部昇大、ジャンプスクエア）
- マジカルシェフ少女しずる（水あさと、コミック アース・スター）
- まじかる☆スイート☆マーメイド（水瀬いつる、ちゃお）
- まじかるストロベリィ（まつもと剛志、YOUNG ANIMAL嵐、YOUNG ANIMAL）
- まじかる☆タルるートくん（江川達也、週刊少年ジャンプ）
- 魔法少女猫たると（介錯、ウルトラジャンプ）
- まじかるハット（方倉陽二、コロコロコミックなど）
- Magical×Miracle（水谷悠珠、コミックZERO-SUM）
- まじかる無双天使 突き刺せ!! 呂布子ちゃん（鈴木次郎、月刊Gファンタジー）
- magico（岩本直輝、週刊少年ジャンプ）
- 魔女の守人（坂野旭、週刊少年ジャンプ）
- まじっく快斗（青山剛昌）
- 魔法騎士レイアース（CLAMP、なかよし）
- MAGIC-魔術-（魔木子、FEEL YOUNG）
- マジック・マスター（原作：黒沢哲哉、作画：阿白宗可、月刊少年ガンガン）
- マジで!!まじめくん!（土田しんのすけ、月刊コロコロコミック）
- マジナ!（山田J太、シルフ）
- 本気!番外編1「風」（立原あゆみ、週刊少年チャンピオン）
- まじぴこる（稀捺かのと、月刊ガンガンWING）
- まじもじるるも（渡辺航、月刊少年シリウス）
- マシュマロ通信（山本ルンルン、朝日小学生新聞）
- 魔少年ビーティー（荒木飛呂彦、フレッシュジャンプ）
- 魔女大戦 32人の異才の魔女は殺し合う（原作：河本ほむら、作画：塩塚誠、月刊コミックゼノン）
- 魔女っ子戦隊 パステリオン（松沢夏樹、月刊Gファンタジー）
- 魔女っ娘つくねちゃん（まがりひろあき、ヤングマガジンアッパーズ）
- 魔女っ娘つくねちゃん+（まがりひろあき、月刊少年シリウス）
- 魔女とほうきと黒縁メガネ（へーべー、まんが4コマぱれっと）
- 魔女に捧げるトリック（渡辺静、週刊少年マガジン）
- 魔女の騎士（二ノ瀬泰徳、チャンピオンRED）
- まじょま witch×maniac（神吉、月刊少年ブラッド）
- ましろ☆ふっとタイム（おおた綾乃、まんがタイムスペシャル）
- マジンガーエンジェル（新名昭彦、月刊マガジンZ）
- マジンガーZ（永井豪、週刊少年ジャンプ）
- 魔神ガロン（手塚治虫、冒険王）
- マジン・サーガ（永井豪、週刊ヤングジャンプ）
- 魔人戦記 破軍（原作：あかほりさとる、作画：橋本還、ヤングアニマル）
- 魔人探偵脳噛ネウロ（松井優征、週刊少年ジャンプ）
- 魔神竜バリオン（黒岩よしひろ、週刊少年ジャンプ）
- マシンロボ ムゲンバインAXEL（難波孝、てれびくん）
- マスカレード（板垣雅也、月刊コロコロコミック）
- MASTERキートン（原作：勝鹿北星、作画：浦沢直樹、ビッグコミック）
- ますらお（斎藤けいの、週刊コミックバンチ）
- ますらお -秘本義経記-（北崎拓、週刊少年サンデー）
- 益荒王（坂本眞一、週刊ヤングジャンプ）
- マタギ（矢口高雄、漫画アクション）
- またぞろ。（幌田、まんがタイムきららキャラット）
- 瞬け!シャイン（安堂友子、まんがタイムスペシャル）
- またタビ（市川ヒロシ、週刊コミックバンチ）
- マダムとお遊戯（松苗あけみ、マンガ・エロティクス・エフ）
- マダムとミスター（遠藤淑子、花とゆめ）
- 魔太郎がくる!!（藤子不二雄A、週刊少年チャンピオン）
- 魔探偵ロキ（木下さくら、月刊少年ガンガン）
- 魔探偵ロキRAGNAROK（木下さくら、月刊コミックブレイド）
- 魔弾の射手（青池保子）
- MURDER PRINCESS（犬威赤彦、電撃大王）
- 間違った子を魔法少女にしてしまった（双龍、くらげバンチ）
- 街角花だより（こうの史代、まんがタウンオリジナル）
- まちカドまぞく（伊藤いづも、まんがタイムきららキャラット）
- 町でうわさの天狗の子（岩本ナオ、月刊flowers）
- 街へいこうよ どうぶつの森 〜たんぽぽ村だより〜（森江真子、ちゃお）
- 街へいこうよ どうぶつの森 とんぼ村だより（霜風るみ、ファミ2コミック）
- 松井さんはスーパー・ルーキー（詠里、イブニング）
- マツイ日記は知っている!（荒木ひとし）
- マックミラン高校女子硬式野球部（須賀達郎、別冊少年マガジン）
- マッシュル-MASHLE-（甲本一、週刊少年ジャンプ）
- まっすぐにいこう。（きら、別冊マーガレット・コーラス）
- まったく最近の探偵ときたら（五十嵐正邦、電撃マオウ）
- 燐寸少女（鈴木小波、ヤングエース）
- まつのべっ!（秋吉由美子、まんがタイムオプショナル・まんがタイムナチュラル）
- まっぴら君（加藤芳郎、毎日新聞）
- まつりスペシャル（神尾葉子、ジャンプスクエア）
- MUDDY（藍本松、ジャンプ the REVOLUTION!→週刊少年ジャンプ）
- マテリアル・パズル（土塚理弘、月刊少年ガンガン）
- 磨道（原作及びネーム：パーダ、作画：五十嵐洋平、月刊ガンガンWING）
- 魔動天使うんポコ（江川達也、コロコロコミック）
- 麻闘伝 ぬえ（志名坂高次、近代麻雀）
- 魔都精兵のスレイブ（原作：タカヒロ、作画：竹村洋平、少年ジャンプ+）
- マドモアゼル モーツァルト（福山庸治、モーニング）
- 真夏の恋人（高田りえ、少女コミック）
- 真夏の楽園（白沢まりも、なかよし）
- まなびや三人吉三 （山田南平、花とゆめ）
- まにあってます!（森永あい、月刊Asuka）
- まにぃロード（栗橋伸祐、月刊コミック電撃大王）
- マネーウォーズ（宮川総一郎、ビジネスジャンプ）
- まねきねこ不動産（空乃さかな、ねこぱんち）
- 瞬きもせず（紡木たく、別冊マーガレット）
- 魔法キッズ ないしょのクルミラ!（玉井たけし、月刊コロコロコミック）
- 魔法行商人ロマ（倉薗紀彦、週刊少年サンデー超、クラブサンデー）
- 魔法少女・オブ・ジ・エンド（佐藤健太郎、別冊少年チャンピオン）
- 魔法少女ここあ（宮越良月、COMIC SEED!）
- 魔法少女サイト（佐藤健太郎、Champion タップ!→週刊少年チャンピオン）
- 魔法少女さん（縛、ヤングアニマルDensi）
- 魔法少女☆皇れおん（仮）（桜みさき、まんがタイムきららMAX）
- 魔法少女チキチキ（小池定路、Colorful PUREGIRL→月刊コミックラッシュ）
- 魔法少女特殊戦あすか（原作：深見真、作画：刻夜セイゴ、月刊ビッグガンガン）
- 魔法少女なんてもういいですから。（双見酔、コミック アース・スター）
- 魔法少女にあこがれて（小野中彰大、ストーリアダッシュ）
- 魔法少女猫X（おりもとみまな、月刊ドラゴンエイジ）
- 魔法少女のカレイなる余生（晴瀬ひろき、まんがタイムきららMAX）
- 魔法少女プリティ☆ベル（KAKERU、月刊コミックブレイド）
- 魔法少女メルル（ねこしたPONG、ファンタジェンヌ）
- 魔法少年マジョーリアン（石田敦子、コミックハイ!）
- 魔法陣グルグル（衛藤ヒロユキ、月刊少年ガンガン）
- 魔法先生ネギま!（赤松健、週刊少年マガジン）
- 魔砲使い黒姫（片倉・狼組・政憲、月刊少年ジャンプ→ジャンプスクエアWEB連載）
- 魔法使いくんとOLさん(刻田門大、月刊もえよん、まんがタウンオリジナル)
- 魔法使いサリー（横山光輝、りぼん）
- 魔法遣いに大切なこと - Someday's dreamers（原作：山田典枝、作画：よしづきくみち、月刊コミックドラゴン）
- 魔法遣いに大切なこと 太陽と風の坂道（原作：山田典枝、作画：よしづきくみち、月刊ドラゴンエイジ）
- 魔法遣いに大切なこと〜夏のソラ〜（原案：山田典枝、漫画：よしづきくみち、月刊少年エース）
- 魔法使いになる方法（おこさまランチ、ラグナロクオンラインアンソロジーコミック、ラグナロクオンライン4コマKINGDOM）
- 魔法使いのたまごたち（原作：雑破業、作画：石川マサキ、月刊少年シリウス）
- 魔法使いの娘（那州雪絵、月刊Wings）
- 魔法使い養成専門 マジック🟌スター学院（南澤久佳）
- 魔法のいろは!（井上和郎、週刊少年サンデー超、クラブサンデー）
- 魔法の海兵隊員ぴくせる☆まりたん（ヒライユキオ、アームズマガジン）
- 魔法のじゅもん（あらきかなお、まんがタイムきららMAX）
- 魔法の少尉ブラスターマリ（池田恵、サイバーコミックス）
- 魔法の料理 かおすキッチン（服部昇大、ジャンプスクエア）
- まぼちゃん旅行記（勝川克志）
- まほちゅー!（やぶうち優、ちゃお）
- まほらば（小島あきら、月刊ガンガンWING）
- まぼろし佑幻（克・亜樹、週刊少年サンデー増刊号）
- まぼろし谷のねんねこ姫（ふくやまけいこ、なかよし）
- まぼろし探偵（桑田次郎、少年画報）
- 幻の怪蛇バチヘビ（矢口高雄、週刊少年マガジン）
- まぼろしパンティ（原作：高円寺博、作画：永井豪、月刊少年ジャンプ）
- まほろまてぃっく（原作：中山文十郎、漫画：ぢたま(某)、コミックガム）
- マホロミ 時空建築幻視譚（冬目景、ビッグコミックスピリッツ）
- ママコレ（遠山えま、なかよし）
- ママ♥トラブル（こはら裕子、ちゃお）
- ママのバイオリン（ちばてつや、少女クラブ）
- ママはテンパリスト（東村アキコ、月刊コーラス）
- ママは同級生（あづまゆき、ヤングチャンピオン）
- ママはトラブル標準装備!（海藍、まんがタイムジャンボ等）
- ママはぽよぽよザウルスがお好き（青沼貴子）
- ママはライバル（原作：佐々木守、作画：忠津陽子、週刊マーガレット）
- ママめろん（みたにひつし、週刊コミックバンチ）
- ママレード・ボーイ（吉住渉、りぼん）
- まみあな四重奏団（槙村さとる）
- まもって守護月天!（桜野みねね、月刊少年ガンガン）
- まもって!ロリポップ（菊田みちよ、なかよし）
- 魔物語 愛しのベティ（原作：小池一夫、作画：叶精作、ビッグコミックオリジナル）
- MAYA 真夜中の少女（本島幸久、週刊少年マガジン）
- まゆかのダーリン!（渡辺純子）
- まゆみ!（田辺真由美、りぼん）
- 真夜中にKiss（持田あき、りぼん）
- 真夜中のアリアドネ（霜月かよ子、別冊フレンド）
- 真夜中のシンデレラ（こいわ美保子、なかよしデラックス）
- 真夜中のマリア（魔木子、FEEL YOUNG）
- マラソンマン（井上正治、週刊少年マガジン）
- ま・り・あ（武内直子、なかよし）
- まりあ†ほりっく（遠藤海成、月刊コミックアライブ）
- マリー・アントワネットの料理人（原作・白川晶、作画・里見桂、オースーパージャンプ）
- マリーベル（山智子、月刊プリンセス）
- マリーベル（上原きみ子、少女コミック）
- マリオとドンキー（河井リツ子）
- マリシャスコード（池野雅博、月刊コミックジーン）
- 「まりちゃん」シリーズ（上原きみこ）
- まりっぺ先生（赤塚不二夫、りぼん）
- 摩利と新吾（木原敏江、LaLa）
- マリマリゾンビ（渡辺電機(株)、漫画アクション）
- マリンハンター（大塚志郎、週刊少年サンデー）
- マリンブルーの風に抱かれて (矢沢あい)
- まるいち的風景（柳原望、ルナティックララ、LaLaDX）
- まるごと♥杏樹学園 （天津冴、少年エース）
- まるせい（花見沢Q太郎、月刊ヤングキングアワーズGH）
- 丸出だめ夫（森田拳次、週刊少年マガジン）
- ○本の住人（kashmir、まんがタイムきららMAX）
- マロニエ王国の七人の騎士（岩本ナオ、月刊flowers）
- 麿の酩酊事件簿（原作：高田紫欄、作画：望月玲子）
- まろまゆ（氷川へきる、電撃萌王）
- マンガ家さんとアシスタントさんと（ヒロユキ、月刊少年ガンガン・ヤングガンガン）
- まんが極道（唐沢なをき、コミックビーム）
- まんがサイエンス（あさりよしとお、5年の科学、6年の科学）
- まんカス（漫☆画太郎）
- 漫画生物学（手塚治虫、中学初級コース）
- まんがで発見たまごっち 爆笑4コマ劇場（後藤英貴、月刊コロコロコミック）
- マンガ日本経済入門（石ノ森章太郎）
- まんがみたいな恋したいっ!（八神千歳、ちゃお）
- まんが道（藤子不二雄A）
- まんがーる!（玉岡かがり、コミック アース・スター）
- 満月物語（中村春菊）
- まん研（うおなてれぴん、まんがタイムきららMAX）
- マンけん。（加瀬大輝、月刊サンデーGX）
- マンションズ&ドラゴンズ（原作：藤浪智之、作画：佐々木亮、コミックガム）
- マンダム親子（古谷三敏、週刊少年キング）
- まんだら屋の良太（畑中純、漫画サンデー）
- まんてん・いろは小町（小坂まりこ、ちゃお）
- 万年雪のみえる家（本宮ひろ志、週刊少年ジャンプ）
- マンホール（筒井哲也、ヤングガンガン）
- まんまる団地（オダシゲ、しんぶん赤旗）
- まんまんちゃん、あん。（きづきあきら・サトウナンキ、幻蔵）
- マンモス（原作：武論尊、作画：小成たか紀、月刊少年ジャンプ）
- まんゆうき 〜ばばあとあわれなげぼくたち〜（漫☆画太郎、週刊少年ジャンプ）

## み
- 見上げてごらん（草場道輝、週刊少年サンデー）
- みーたん（友美イチロウ、月刊コミックハイ!）
- ミイラの飼い方（空木かける、comico）
- MEAN 遥かなる歌（栗原一実・長谷川裕一、HXL-ヒーロークロスライン）
- 見えない顔（松本洋子、なかよし）
- 見える子ちゃん（泉朝樹、ComicWalker）
- みえるひと（岩代俊明、週刊少年ジャンプ）
- みおにっき（荒井チェリー、まんがホーム）
- 未確認少年ゲドー（岡野剛、週刊少年ジャンプ）
- 未確認で進行形（荒井チェリー、まんが4コマKINGSぱれっと→まんが4コマぱれっと）
- 御影くんは帰りたい!（ミナヤマカエル、GANMA!）
- みかにハラスメント（水兵きき、ガンガンパワード）
- ミカるんX（高遠るい、チャンピオンRED）
- 美川べるのの青春ばくはつ劇場（美川べるの、別冊フレンド）
- みかん絵日記（安孫子三和、LaLa）
- みき&ユーティ（成田美名子、LaLa）
- みきおとミキオ（藤子・F・不二雄、小学四年生、小学五年生、コロコロコミック）
- ミキストリ（巻来功士、スーパージャンプ）
- 右向け左!（原作：史村翔、作画：すぎむらしんいち、週刊ヤングマガジン）
- MIXIM☆11（安西信行、週刊少年サンデー）
- ミクロイドS（手塚治虫、週刊少年チャンピオン）
- 巫女姉妹（竹内じゅんや、ヤングアニマル嵐）
- ミサイルハッピー!（桐谷実紀、ザ花とゆめ）
- 御石神落とし（原作：永久保貴一、作画：増田剛、ヤングアニマル嵐）
- Miss（芦原妃名子、別冊少女コミック）
- 水色時代（やぶうち優、ちゃお、小学六年生）
- 水色スプラッシュ（原作：舞阪洸、作画：紫☆にゃー、月刊ドラゴンエイジ）
- 水木しげる作戦シリーズ（水木しげる、少年戦記）
- 水木しげるの古代出雲（水木しげる）
- 水木しげるの遠野物語（水木しげる、ビッグコミック）
- 水木しげる秘話シリーズ（水木しげる、陸海空）
- ミズシネマ（みずしな孝之、月刊少年ジャンプ）
- ミスター味っ子（寺沢大介、週刊少年マガジン）
- ミスター味っ子II（寺沢大介、イブニング）
- Mr.Clice（秋本治、月刊少年ジャンプ→ジャンプSQ）
- MISTERジパング（椎名高志、週刊少年サンデー）
- Mr.釣りどれん（とだ勝之、月刊少年マガジン）
- Mr.FULLSWING（鈴木信也、週刊少年ジャンプ）
- Mr.ペンペン（室山まゆみ）
- みすて♡ないでデイジー（永野のりこ、月刊少年キャプテン）
- ミステリー民俗学者 八雲樹（原作:金成陽三郎、作画:山口譲司、週刊ヤングジャンプ、ビジネスジャンプ）
- ミス・ドラキュラ（藤子不二雄、週刊女性セブン）
- 水のともだちカッパーマン（徳弘正也、週刊少年ジャンプ）
- 水辺物語（三輪真雪、月刊コミックブレイド）
- ミス・ポピーシードのメルヘン横丁（山本ルンルン、まんがタイムラブリー）
- ミスミソウ（押切蓮介、ホラーM）
- 水惑星年代記（大石まさる、ヤングキングアワーズ）
- 未成年だけどコドモじゃない（水波風南、Sho-Comi）
- 魅せられてパリ（原ちえこ、なかよし）
- みそララ（宮原るり、まんがタイム）
- MIX（あだち充、ゲッサン）
- 三ツ首コンドル（石山諒、週刊少年ジャンプ）
- Missing 神隠しの物語（原作：甲田学人、作画：睦月れい、電撃hp）
- 三つのブランコの物語（原ちえこ、なかよし）
- ミッドナイト（手塚治虫、週刊少年チャンピオン）
- ミッドナイト・セクレタリ（大海とむ、プチコミック）
- ミッドナイトパンサー（朝霧夕、月刊コミックNORA）
- ミッドナイトレストラン7to7（胡桃ちの、まんがタイムスペシャル）
- みつどもえ（桜井のりお、週刊少年チャンピオン）
- 三ツ星カラーズ（カツヲ、月刊コミック電撃大王）
- ★★★のスペシャリテ（谷古宇剛、週刊少年サンデー）
- 3つ星ラブデイズ（杉山美和子、ChuChu）
- 蜜×蜜ドロップス（水波風南、少女コミック）
- 三つ目がとおる（手塚治虫、週刊少年マガジン）
- 水戸黄門外伝 DokiDokiアキの忍法帳（すぎえみこ、小学五年生）
- 翠の髪のルミナ（紅士マコト、FlexComixブラッド）
- 緑の黒髪（望月花梨、花とゆめ）
- みどりの風 愛のうた（神崎順子、なかよし）
- ミドリノバショ（岡Q、マンガワン、裏サンデー）
- 緑の果て（手塚治虫、SFマガジン・ファニー）
- 美鳥の日々（井上和郎、週刊少年サンデー）
- みどりのマキバオー（つの丸、週刊少年ジャンプ）
- 緑の黙示録（岡崎二郎、月刊アフタヌーン）
- 緑山高校（桑沢篤夫、週刊ヤングジャンプ）
- みなさ〜ん!ボンバーマンですヨ!!（佐藤元、コミックボンボン）
- みなと商事コインランドリー（原作：椿ゆず、作画：缶爪さわ、ジーンピクシブ）
- 南鎌倉高校女子自転車部（松本規之、月刊コミックブレイド）
- 南くんの恋人（内田春菊、ガロ）
- みなみけ（桜場コハル、週刊ヤングマガジン）
- 源君物語（稲葉みのり、週刊ヤングジャンプ）
- ミニぱと（柳沢きみお、月刊少年チャンピオン）
- ミノタウロスの皿（藤子・F・不二雄、ビッグコミック）
- 美晴ライジング（大谷じろう、週刊ヤングサンデー）
- 壬生義士伝（原作：浅田次郎、作画：ながやす巧、コミックチャージ）
- みほカジ（たかまつやよい、みこすり半劇場）
- ミミとナナ（わたなべまさこ、週刊マーガレット）
- 耳をすませば（柊あおい、りぼん）
- 宮崎駿の雑想ノート（宮崎駿、月刊モデルグラフィックス）
- みゆき（あだち充、少年ビッグコミック）
- ミヨリの森（小田ひで次、ミステリーボニータ）
- 未来救助隊アスガード7（石ノ森章太郎、1〜6年の科学）
- ミライザーバン（松本零士、マンガ少年）
- 未来町内会（野中英次、週刊少年マガジン）
- 未来日記(えすのサカエ、少年エース)
- みらいのあったかカップ（真島悦也、まんがタウンオリジナル）
- 未来の想い出（藤子・F・不二雄、ビッグコミック）
- 未来は僕等の手の中（原明日美、なかよし）
- 未来冒険チャンネル5（柴田亜美、アニメージュ）
- みらくるドラクル（前田のえみ、コロコロコミック）
- ミラクル☆ガールズ（秋元奈美、なかよし）
- ミラクルジャイアンツ童夢くん（石ノ森章太郎、学習）
- ミラクルダイエッターMIYUKI（原作：高口里純、作画：高口組、しんぶん赤旗日曜版）
- みらくる! ぱんぞう（つるおかけんじ）
- みらくる姫ジュビリィ（宮尾岳、月刊マンガボーイズ）
- ミラクルボール（ながとしやすなり、コロコロコミック）
- ミラクル・ランジェリー（帯ひろ志、月刊少年チャンピオン）
- ミラ・クル・1（藤子・F・不二雄、月刊コロコロコミック）
- ミリオンドール（藍、GANMA!）
- みりたり!（まもウィリアムズ、まんがぱれっとLite→まんが4コマぱれっと）
- ミルキィパッション（森園みるく、メヌエット）
- Milk in Another World（山本ルンルン、朝日中学生ウイークリー）
- ミルククラウン（水都あくあ、少女コミック）
- ミルクマン（南国ばなな、ウンポコ）
- ミルモでポン!（篠塚ひろむ、ちゃお）
- 眠兎（浅田弘幸、月刊少年ジャンプ）
- ミントな僕ら（吉住渉、りぼん）
- みんないってしまう（山本文緒、海埜ゆうこ、FEEL YOUNG）
- みんなのどうぶつの森（こやまゆき、小学三年生・小学四年生）
- 民話ボンボン（吉田戦車、コミックビーム）

## む
- MW（手塚治虫、ビッグコミック）
- ムーたち（榎本俊二、モーニング）
- ムーン・ライティング（三原順、花とゆめ・花ゆめEpo）
- ムーンランド（山岸菜、少年ジャンプ+）
- MOONLIGHT MILE（太田垣康男、ビッグコミックスペリオール）
- 剥かせて!竜ケ崎さん（一智和智、Twitter、コミックガルド）
- ムカムカパラダイス（原作：芝風美子、作画：いがらしゆみこ、ちゃお）
- ムカンノテイオー（玉置一平、ヤングガンガン）
- 剥き出しの白鳥（鳩胸つるん、少年ジャンプ+）
- 骸シャンデリア（厘のミキ、ARIA）
- ムクロヒメ＜骸姫＞（龍炎狼牙、月刊コミックアライブ）
- 夢幻紳士（高橋葉介）
- 夢幻伝説 タカマガハラ（立川恵、なかよし）
- 夢幻の軍艦大和（本そういち、イブニング）
- 無限の住人（沙村広明、月刊アフタヌーン）
- むこうぶち（天獅子悦也、近代麻雀）
- 六三四の剣（村上もとか、週刊少年サンデー）
- 武蔵野線の姉妹（ユキヲ、FlexComixブラッド）
- ムシウタ（水清十郎、角川コミック・エース）
- 蟲師（漆原友紀、月刊アフタヌーン）
- ムジナ（相原コージ、週刊ヤングサンデー）
- むじな注意報!（小山田いく、週刊少年チャンピオン）
- ムシヌユン（都留泰作、ビッグコミックスペリオール）
- 武者武者道中 ティラの介（ÖYSTER、Nintendo Kids）
- 息子がかわいくて仕方がない魔族の母親（十五夜、となりのヤングジャンプ）
- 無責任魔法少女マホ（かまだいつき、ライブドアデイリー4コマ）
- ムダヅモ無き改革（大和田秀樹、近代麻雀オリジナル）
- 陸奥圓明流外伝 修羅の刻（川原正敏、月刊少年マガジン）
- 無敵看板娘（佐渡川準、週刊少年チャンピオン）
- 無敵看板娘N（佐渡川準、週刊少年チャンピオン）
- 無敵鉄姫スピンちゃん（大亜門、週刊少年ジャンプ）
- 無敵ハピネス（みなみ佐智、花とゆめ）
- 無敵番長バクライガ（清水栄一・下口智裕、ヤングキングアワーズ）
- 武天のカイト（蜂文太、月刊少年ガンガン）
- 宗像教授異考録（星野之宣、ビッグコミック）
- 宗像教授伝奇考（星野之宣、月刊コミックトム→月刊コミックトムプラス）
- むねあつ（村岡ユウ、ビッグコミックスピリッツ）
- 胸が鳴るのは君のせい（紺野りさ、ベツコミ）
- 胸キュン刑事（遠山光、週刊少年マガジン）
- 無能の人（つげ義春）
- ムヒョとロージーの魔法律相談事務所（西義之、週刊少年ジャンプ）
- 無防備マンが行く!（秋元裕美子）
- 無用ノ介（さいとう・たかを、週刊少年マガジン）
- 村上海賊の娘（吉田史朗、ビッグコミックスピリッツ）
- ムラマサ（哲弘、週刊少年チャンピオン）
- 群れなせ!シートン学園（山下文吾、サイコミ）

## め
- メイキャッパー（板垣恵介、ヤングシュート・コミックシュート）
- 迷宮（原作：林錫男、作画：林光默、コミックビーム）
- 迷宮サーカス（千之ナイフ）
- 迷宮ブラックカンパニー（安村洋平、MAGCOMI、月刊コミックガーデン）
- 迷彩君（竿尾悟、ヤングキングアワーズ）
- 迷走王 ボーダー（原作：狩撫麻礼、作画：たなか亜希夫、漫画アクション）
- 名たんていカゲマン（山根青鬼、小学館の学年誌・コロコロコミック）
- 名探偵コナン（青山剛昌、週刊少年サンデー）
- 名探偵保健室のオバさん（宮脇明子、マーガレット）
- メイちゃんの執事（宮城理子、マーガレット）
- メイドさんは食べるだけ（前屋進、コミックDAYS）
- メイドじゃないもん!（いわおかめめ、ちゃお）
- メイドをねらえ! 〜中林校長の野望〜（原作：まっつー、作画：椿あす、ドラゴンエイジピュア）
- メイドですから!（原作：ヒイラギシンジ、宙出版）
- メイのないしょ（日下皓、ドラゴンエイジピュア）
- 名物!たびてつ友の会（山口よしのぶ、YOUNG ANIMAL嵐）
- 名門!第三野球部（むつ利之、週刊少年マガジン）
- 名門!多古西応援団（所十三、月刊少年マガジン）
- メイプル戦記（川原泉、花とゆめ）
- メイプルメイド（山辺麻由、小学五年生）
- 明稜帝 梧桐勢十郎（かずはじめ、週刊少年ジャンプ）
- MAIL（山崎峰水、月刊少年エース・月刊エースネクスト・エース特濃）
- メーカー非公式 初音みっくす（KEI、月刊コミックラッシュ）
- め〜てるの気持ち（奥浩哉、週刊ヤングジャンプ）
- め〜め〜る〜（あゆみゆい、なかよし）
- 目隠しの国（筑波さくら、LaLa、LaLa DX）
- メカ沢くん（野中英次とダイナミック太郎、コミックボンボン）
- 女神候補生（杉崎ゆきる、コミックガム）
- 女神さまと私（波津彬子、月刊flowers）
- 女神の鬼（田中宏、週刊ヤングマガジン）
- メガミのカゴ（松本ヒトミ。、まんがタイムきららフォワード）
- 女神のカフェテラス（瀬尾公治、週刊少年マガジン）
- 女神のスプリンター（原作：原田重光、作画：かろちー、月刊ヤングマガジン）
- めぐみ（原作・監修：横田滋・横田早紀江、作画：本そういち、漫画アクション）
- め組の大吾（曽田正人、週刊少年サンデー）
- めしにしましょう（小林銅蟲、イブニング）
- MAJOR（満田拓也、週刊少年サンデー）
- MAJOR 2nd（満田拓也、週刊少年サンデー）
- メスよ輝け!!（原作：高山路爛、作画：やまだ哲太、ビジネスジャンプ）
- めぞん一刻（高橋留美子、ビッグコミックスピリッツ）
- メゾン・ド・ペンギン（大石浩二、週刊少年ジャンプ）
- めだかの学校（森ゆきえ、りぼん）
- めだかボックス（原作：西尾維新、作画：暁月あきら、週刊少年ジャンプ）
- めだSCORE（津山ちなみ・森ゆきえ、りぼんオリジナル・りぼん）
- 目玉焼きの黄身 いつつぶす?（おおひなたごう、コミックビーム）
- メタモルフォシス伝（山岸凉子、花とゆめ）
- メタリカメタルカ（水野輝昭、週刊少年ジャンプ）
- メタルK（巻来功士、週刊少年ジャンプ）
- メタルファイト ベイブレード（足立たかふみ、月刊コロコロコミック）
- メタルファイト ベイブレード ZERO G（足立たかふみ、月刊コロコロコミック）
- メダロッターりんたろう（藤岡建機、コミックボンボン）
- メダロット（ほるまりん、コミックボンボン）
- めちゃめちゃ!ブサイくん（小栗かずまた、最強ジャンプ）
- メッシュ（萩尾望都、プチフラワー）
- めっちゃキャン（原作：九十九森、作画：国広あづさ、月刊少年チャンピオン）
- めでぃかるまじかる（菊田みちよ、なかよし）
- メテオエンブレム（朴晟佑、月刊少年ガンガン）
- メテオド（四位晴果、週刊少年サンデー）
- めでたく候（藤村真理、デジタルマーガレット）
- メデューサの朝（山野りんりん、まんがくらぶ）
- メドゥーサ（かわぐちかいじ、ビッグコミック）
- メトロイド サムス&ジョイ（出月こーじ、コミックボンボン）
- メトロポリス（手塚治虫）
- メビウスギア（原作：井上敏樹、作画：六道神士、ウルトラジャンプ）
- メビウス同盟（みなみ佐智、花とゆめ）
- メリーちゃんと羊（竹田エリ、週刊ヤングジャンプ）
- MÄR（安西信行、週刊少年サンデー）
- MÄRΩ（原案：安西信行、漫画：星野倖一郎、週刊少年サンデー）
- メルカノ。（大島永遠、月刊サンデーGENE-X）
- MELTY BLOOD（原作：TYPE-MOON／フランスパン、漫画：桐嶋たける、コンプエース）
- めるぷり メルヘン☆プリンス（樋野まつり、LaLa）
- メルヘン王子グリム（渡邉築、週刊少年ジャンプ）
- メルヘン父さん（吉田美紀子、まんがホーム）
- メロと恋の魔法（篠塚ひろむ、ちゃお）
- メンズ校（和泉かねよし、ベツコミ）
- メンヘラちゃん（琴葉とこ、ウェブコミック、イースト・プレス）

## も
- もういっぽん!（村岡ユウ、週刊少年チャンピオン）
- もう、俺ハエでいいや（大ハシ正ヤ、モーニング）
- もう、しませんから。（西本英雄、週刊少年マガジン）
- もうすぐ春ですね（たておか夏希、なかよしデラックス）
- もう かえってくれないかっ（ふじまつ、別冊マーガレット）
- 猛禽ちゃん（阿久井真、裏サンデー）
- 妄想高校教員 森下（西渡槇、ヤングガンガン）
- 妄想少女オタク系（紺條夏生、コミックハイ!）
- 妄想テレパシー（NOBEL、ツイ4）
- モートリ 妄想の砦（葉月京、週刊ヤングジャンプ）
- もう一人のマリオネット（さいとうちほ、少女コミック）
- 魍魎戦記MADARA（原作：大塚英志、作画：田島昭宇、世界設定担当：阿賀伸宏、マル勝ファミコン）
- 魍魎の匣（原作：京極夏彦、作画：志水アキ、コミック怪）
- 魍魎の揺りかご（三部けい、ヤングガンガン）
- 萌えカレ!!（池山田剛、少女コミック）
- もえちり!（堂高しげる、月刊少年シリウス）
- 燃えよペン（島本和彦）
- もえよん学園（むっく・まだらさい・ゆうの・濱元隆輔、もえよん）
- 燃える!お兄さん（佐藤正、週刊少年ジャンプ）
- 燃えるV（島本和彦、週刊少年サンデー）
- 萌える麻雀入門 もえじゃん!（森永ひとみ、MiChao!）
- モートゥル・コマンドーGUY（坂本眞一、週刊少年ジャンプ）
- もーれつア太郎（赤塚不二夫）
- もぐささん（大竹利朋、となりのヤングジャンプ→ヤングジャンプ）
- 木造迷宮（アサミ・マート、月刊COMICリュウ）
- モグモグモギュー（オイユウタ、少年ジャンプ+）
- 木曜日のフルット（石黒正数、週刊少年チャンピオン）
- 土竜の唄（高橋のぼる、週刊ヤングサンデー→ビッグコミックスピリッツ）
- モコと歪んだ殺人鬼ども（反転邪郎、コミックフラッパー）
- モザイク（山口かつみ、ヤングサンデー増刊大漫王）
- もしかしてヴァンプ（橘裕、LaLa DX）
- モジャ公（藤子・F・不二雄、週刊ぼくらマガジン、たのしい幼稚園）
- もずく、ウォーキング!（施川ユウキ、ヤングチャンピオン）
- 百舌谷さん逆上する（篠房六郎、月刊アフタヌーン）
- もっけ（熊倉隆敏、月刊アフタヌーン）
- モッコロくん（藤子・F・不二雄、幼稚園・小学一年生）
- もっと☆心に星の輝きを（松葉博、月刊コミックブレイド）
- モテキ（久保ミツロウ、イブニング）
- 元競走馬のオレっち（おがわじゅり）
- mono（あfろ、まんがタイムきららミラク）
- モノクローム・ファクター（空廼カイリ、コミックブレイドMASAMUNE→月刊コミックブレイドアヴァルス）
- 白黒奇譚（楠りんか、月刊Gファンタジー）
- モノクロ少年少女（福山リョウコ、花とゆめ）
- もののけPRESENT（みやさかたかし、サイバーコミックス・バトルエンジェルス・コミックWill）
- もののけもの（ゴツボ×リュウジ、月刊少年エース）
- ものの歩（池沢春人、週刊少年ジャンプ）
- もののふことはじめ（神堂あらし、まんがホーム）
- モブ子の恋（田村茜、月刊コミックゼノン→コミックタタン）
- モブサイコ100（ONE、裏サンデー）
- 紅葉の棋節（里庄真芳、ジャンプGIGA→週刊少年ジャンプ）
- ももいろ あんずいろ さくらいろ（咲、コミックシーモア）
- 桃色サバス（中津賢也、ヤングキング）
- ももいろさんご（花見沢Q太郎、ヤングキング）
- ももいろシスターズ（ももせたまみ、ヤングアニマル）
- 桃色シンドローム（高崎ゆうき、まんがタイムきららフォワード）
- ももいろスウィーティー（ももせたまみ、ヤングアニマル）
- 桃色ヘヴン!（吉野マリ、デザート）
- MOMOウェルカム!（竹田真理子、なかよし）
- ももえサイズ（結城心一、コミック零式）
- ももえん。（一智啓、まんがタイムきららMAX）
- 桃香クリニックへようこそ（みやすのんき、漫革）
- 桃組プラス戦記（左近堂絵里、月刊Asuka）
- ももくり（くろせ、comico）
- MOMO 終末庭園へようこそ（酒井まゆ、りぼん）
- もも蔵&くり犬（みやまあかね、ちゃお）
- ももんち（冬目景、ビッグコミックスピリッツ）
- もやしもん（石川雅之、イブニング）
- 森田さんは無口（佐野妙、まんがライフMOMO、まんがくらぶ）
- モリのアサガオ（郷田マモラ、漫画アクション）
- 森のテグー（施川ユウキ、ヤングチャンピオン）
- モリモリッ!ばんちょー!!キヨハラくん（河合じゅんじ、コロコロコミック）
- MORUMO 1/10（あろひろし、月刊少年キャプテン）
- モンキーターン（河合克敏、週刊少年サンデー）
- モンキー・パトロール（有間しのぶ、フィールヤング）
- モンキーピーク（原作：志名坂高次、作画：粂田晃宏、週刊漫画ゴラク）
- モンコレキッズ（原案：安田均&グループSNE、原作：あかほりさとる&長谷川勝己、作画：しまんだきよの、月刊ドラゴンジュニア）
- モンシェリCoCo（大和和紀、少女フレンド）
- MONSTER（浦沢直樹、ビッグコミックオリジナル）
- モンスターキネマトグラフ（坂木原レム、月刊COMICリュウ）
- モンスターキャンディー（おおばやしみゆき、ちゃお）
- MONSTER SOUL（真島ヒロ、コミックボンボン）
- モンスターハンター 2（新井テル子、電撃「マ）王）
- モンスターハンター オラージュ（真島ヒロ、月刊少年ライバル）
- モンストゥール・サクレ（河惣益巳、花とゆめプラチナ増刊）
- 問題児たちが異世界から来るそうですよ?（原作：竜ノ湖太郎、作画：七桃りお、コンプエース）
- 問題児たちが異世界から来るそうですよ? 乙（原作：竜ノ湖太郎、作画：坂野杏梨、エイジプレミアム）
- 問題ないね!?ヒデユキくん（ちば・じろう（執筆当時：滝沢ひろゆき）、コミックジャスティス）
- モントリヒト -月の翼-（原作：和智正喜、作画：橘由宇、月刊コミックラッシュ）
- モンモちゃん（りょー子きっすもと、なかよし）
- モンモンモン（つの丸、週刊少年ジャンプ）